# قلمرو استرالزی

قلمرو استرالزی

قلمرو استرالزی (به انگلیسی: Australasian realm) یک قلمرو جغرافیایی زیستی است که با منطقه جغرافیایی استرالزی منطبق است، اما (بر اساس برخی تعاریف) مشابه نیست. این قلمرو شامل استرالیا، جزیره گینه نو (شامل پاپوآ گینه نو و استان پاپوآ در اندونزی) و بخش شرقی مجمع الجزایر اندونزی، از جمله جزیره سولاوسی، جزایر ملوک (استان‌های اندونزی ملوک و ملوک شمالی) است و جزایر لومبوک، سومباوا، سومبا، فلورس و تیمور که اغلب به عنوان سونداهای کوچک شناخته می‌شوند.
قلمرو استرالزی همچنین شامل چندین گروه جزیره اقیانوس آرام، از جمله مجمع الجزایر بیسمارک، وانواتو، جزایر سلیمان و کالدونیای جدید است. نیوزلند و جزایر پیرامون آن زیرمنطقه مشخصی از قلمرو استرالزی هستند. بقیه اندونزی بخشی از قلمرو هندومالایی است. در طرح طبقه‌بندی توسعه یافته توسط Miklos Udvardy، گینه نو، کالدونیای جدید، جزایر سلیمان و نیوزلند در قلمرو اقیانوسیه قرار می‌گیرند.

## بوم‌ناحیه‌ها

بوم‌ناحیه‌های قلمرو استرالزی، بر پایه کد رنگ زیست‌بوم. سبز تیره: جنگل‌های پهن‌برگ مرطوب حاره‌ای و جنب‌حاره‌ای. قهوه‌ای روشن: جنگل‌های پهن‌برگ خشک حاره‌ای و جنب‌حاره‌ای. زرد: علفزارها، گرم‌دشت‌ها و درختچه‌زارهای حاره‌ای و جنب‌حاره‌ای. سبز: جنگل پهن‌برگ و مخلوط معتدله. سبز روشن: علفزارها، گرم‌دشت‌ها و درختچه‌زارهای معتدله. آبی روشن: علفزارها و گرم‌دشت‌های سیلابی. بنفش روشن: علفزارها و درختچه‌زارهای کوهستانی. قهوه‌ای: جنگل‌ها، درختزارها و بوته‌زارهای مدیترانه‌ای. بژ: بیابان‌ها و درختچه‌زارهای خشک. ارغوانی: کرنا.

| بوم‌ناحیه‌های جنگل‌های پهن‌برگ مرطوب حاره‌ای و جنب‌حاره‌ای قلمرو استرالزی | بوم‌ناحیه‌های جنگل‌های پهن‌برگ مرطوب حاره‌ای و جنب‌حاره‌ای قلمرو استرالزی |
| ------------------------------------------------------------------ | ------------------------------------------------------------------ |
| جزایر آدمیرالتی                                                    | پاپوآ گینه نو                                                      |
| Banda Sea Islands moist deciduous forests                          | اندونزی                                                            |
| Biak–Numfoor rain forests                                          | اندونزی                                                            |
| بورو (جزیره)                                                       | اندونزی                                                            |
| Central Range montane rain forests                                 | اندونزی، پاپوآ گینه نو                                             |
| Halmahera rain forests                                             | اندونزی                                                            |
| Huon Peninsula montane rain forests                                | پاپوآ گینه نو                                                      |
| جنگل‌های جنب‌حاره‌ای جزیره لرد هاوو                                   | استرالیا                                                           |
| جنگل‌های بارانی مجمع‌الجزایر لوئیسیاد                                | پاپوآ گینه نو                                                      |
| New Britain–New Ireland lowland rain forests                       | پاپوآ گینه نو                                                      |
| New Britain–New Ireland montane rain forests                       | پاپوآ گینه نو                                                      |
| New Caledonia rain forests                                         | کالدونیای جدید                                                     |
| جنگل‌های جنب‌حاره‌ای جزیره نورفک                                      | استرالیا                                                           |
| Northern New Guinea lowland rain and freshwater swamp forests      | اندونزی، پاپوآ گینه نو                                             |
| Northern New Guinea montane rain forests                           | اندونزی، پاپوآ گینه نو                                             |
| جنگل‌های بارانی حاره‌ای کوئینزلند                                    | استرالیا                                                           |
| Seram rain forests                                                 | اندونزی                                                            |
| Solomon Islands rain forests                                       | پاپوآ گینه نو، جزایر سلیمان                                        |
| Southeastern Papuan rain forests                                   | پاپوآ گینه نو                                                      |
| Southern New Guinea freshwater swamp forests                       | اندونزی، پاپوآ گینه نو                                             |
| Southern New Guinea lowland rain forests                           | اندونزی، پاپوآ گینه نو                                             |
| Sulawesi lowland rain forests                                      | اندونزی                                                            |
| Sulawesi montane rain forests                                      | اندونزی                                                            |
| Trobriand Islands rain forests                                     | پاپوآ گینه نو                                                      |
| Vanuatu rain forests                                               | جزایر سلیمان، وانواتو                                              |
| Vogelkop montane rain forests                                      | اندونزی                                                            |
| Vogelkop–Aru lowland rain forests                                  | اندونزی                                                            |
| Yapen rain forests                                                 | اندونزی                                                            |

| بوم‌ناحیه‌های جنگل‌های پهن‌برگ خشک حاره‌ای و جنب‌حاره‌ای قلمرو استرالزی | بوم‌ناحیه‌های جنگل‌های پهن‌برگ خشک حاره‌ای و جنب‌حاره‌ای قلمرو استرالزی |
| ---------------------------------------------------------------- | ---------------------------------------------------------------- |
| Lesser Sundas deciduous forests                                  | اندونزی                                                          |
| New Caledonia dry forests                                        | کالدونیای جدید                                                   |
| سومبا                                                            | اندونزی                                                          |
| Timor and Wetar deciduous forests                                | اندونزی، تیمور شرقی                                              |

| بوم‌ناحیه‌های علفزارها، گرم‌دشت‌ها و درختچه‌زارهای حاره‌ای و جنب‌حاره‌ای قلمرو استرالزی | بوم‌ناحیه‌های علفزارها، گرم‌دشت‌ها و درختچه‌زارهای حاره‌ای و جنب‌حاره‌ای قلمرو استرالزی |
| ------------------------------------------------------------------------------- | ------------------------------------------------------------------------------- |
| گرم‌دشت حاره‌ای آرنهم‌لند                                                          | استرالیا                                                                        |
| گرم‌دشت حاره‌ای آکاسیا                                                            | استرالیا                                                                        |
| گرم‌دشت حاره‌ای شبه‌جزیره کیپ یورک                                                 | استرالیا                                                                        |
| گرم‌دشت حاره‌ای کارپنتاریا                                                        | استرالیا                                                                        |
| Einasleigh Uplands savanna                                                      | استرالیا                                                                        |
| گرم‌دشت حاره‌ای کیمبرلی                                                           | استرالیا                                                                        |
| Mitchell grass downs                                                            | استرالیا                                                                        |
| Trans-Fly savanna and grasslands                                                | اندونزی، پاپوآ گینه نو                                                          |
| گرم‌دشت حاره‌ای دشت‌های ویکتوریا                                                   | استرالیا                                                                        |

| بوم‌ناحیه‌های جنگل‌های پهن‌برگ و مخلوط معتدله قلمرو استرالزی | بوم‌ناحیه‌های جنگل‌های پهن‌برگ و مخلوط معتدله قلمرو استرالزی |
| -------------------------------------------------------- | -------------------------------------------------------- |
| جنگل‌های معتدله جزایر چتم                                 | نیوزیلند                                                 |
| جنگل‌های معتدله شرق استرالیا                              | استرالیا                                                 |
| Fiordland temperate forests                              | نیوزیلند                                                 |
| جنگل‌های معتدله ساحل نلسون                                | نیوزیلند                                                 |
| North Island temperate forests                           | نیوزیلند                                                 |
| Northland temperate kauri forests                        | نیوزیلند                                                 |
| جنگل‌های معتدله جزیره استوارت                             | نیوزیلند                                                 |
| Richmond temperate forests                               | نیوزیلند                                                 |
| Southeast Australia temperate forests                    | استرالیا                                                 |
| Southland temperate forests                              | نیوزیلند                                                 |
| Tasmanian Central Highland forests                       | استرالیا                                                 |
| Tasmanian temperate forests                              | استرالیا                                                 |
| Tasmanian temperate rain forests                         | استرالیا                                                 |
| Westland temperate forests                               | نیوزیلند                                                 |

| بوم‌ناحیه‌های علفزارها، گرم‌دشت‌ها و درختچه‌زارهای معتدله قلمرو استرالزی | بوم‌ناحیه‌های علفزارها، گرم‌دشت‌ها و درختچه‌زارهای معتدله قلمرو استرالزی |
| ------------------------------------------------------------------- | ------------------------------------------------------------------- |
| Canterbury–Otago tussock grasslands                                 | نیوزیلند                                                            |
| Southeast Australia temperate savanna                               | استرالیا                                                            |
| Southwest Australia savanna                                         | استرالیا                                                            |

| بوم‌ناحیه‌های علفزارها و درختچه‌زارهای کوهستانی قلمرو استرالزی | بوم‌ناحیه‌های علفزارها و درختچه‌زارهای کوهستانی قلمرو استرالزی |
| ----------------------------------------------------------- | ----------------------------------------------------------- |
| Australian Alps montane grasslands                          | استرالیا                                                    |
| Central Range sub-alpine grasslands                         | اندونزی، پاپوآ گینه نو                                      |
| Southland montane grasslands                                | نیوزیلند                                                    |

| بوم‌ناحیه‌های جنگل‌ها، درختزارها و بوته‌زارهای مدیترانه‌ای قلمرو استرالزی | بوم‌ناحیه‌های جنگل‌ها، درختزارها و بوته‌زارهای مدیترانه‌ای قلمرو استرالزی |
| -------------------------------------------------------------------- | -------------------------------------------------------------------- |
| Coolgardie woodlands                                                 | استرالیا                                                             |
| Esperance mallee                                                     | استرالیا                                                             |
| Eyre and York mallee                                                 | استرالیا                                                             |
| Jarrah-Karri forest and shrublands                                   | استرالیا                                                             |
| Swan Coastal Plain scrub and woodlands                               | استرالیا                                                             |
| Mount Lofty woodlands                                                | استرالیا                                                             |
| Murray-Darling woodlands and mallee                                  | استرالیا                                                             |
| Naracoorte woodlands                                                 | استرالیا                                                             |
| Southwest Australia woodlands                                        | استرالیا                                                             |

| بوم‌ناحیه‌های بیابان‌ها و درختچه‌زارهای خشک قلمرو استرالزی | بوم‌ناحیه‌های بیابان‌ها و درختچه‌زارهای خشک قلمرو استرالزی |
| ------------------------------------------------------ | ------------------------------------------------------ |
| Carnarvon xeric shrublands                             | استرالیا                                               |
| Central Ranges xeric scrub                             | استرالیا                                               |
| بیابان گیبسون                                          | استرالیا                                               |
| Great Sandy-Tanami desert                              | استرالیا                                               |
| بیابان گریت ویکتوریا                                   | استرالیا                                               |
| دشت نولاربور                                           | استرالیا                                               |
| Pilbara shrublands                                     | استرالیا                                               |
| بیابان سیمپسون                                         | استرالیا                                               |
| Tirari–Sturt stony desert                              | استرالیا                                               |
| Western Australian mulga shrublands                    | استرالیا                                               |

| بوم‌ناحیه‌های توندرای قلمرو استرالزی    | بوم‌ناحیه‌های توندرای قلمرو استرالزی |
| ------------------------------------- | ---------------------------------- |
| Antipodes Subantarctic Islands tundra | استرالیا، نیوزیلند                 |

| بوم‌ناحیه‌های مانگرو قلمرو استرالزی | بوم‌ناحیه‌های مانگرو قلمرو استرالزی |
| --------------------------------- | --------------------------------- |
| New Guinea mangroves              | گینه نو                           |
| Australian mangroves              | استرالیا                          |

## جستارهای بیشتر
- استرالیا
- اقیانوسیه